# Bitwa pod Mławą (21 VIII 1920)
Bitwa pod Mławą – walki polskiej grupy generała Franciszka Krajowskiego z oddziałami sowieckiego 3 Korpusu Kawalerii Gaja Gaja i 53 Dywizji Strzelców w czasie operacji warszawskiej.

## Sytuacja ogólna
4 lipca 1920 ruszyła II ofensywa sowieckiego Frontu Zachodniego pod hasłem: Na zachodzie ważą się losy wszechświatowej rewolucji – po trupie Polski wiedzie droga do wszechświatowego pożaru... Na Wilno – Mińsk – Warszawę – marsz!. W pierwszej dekadzie lipca przełamany został front polski nad Autą, a wojska Frontu Północno-Wschodniego gen. Stanisława Szeptyckiego cofały się pod naporem ofensywy czerwonoarmistów Michaiła Tuchaczewskiego.
Kolejne próby zatrzymania wojsk sowieckich prących na zachód nie przynosiły spodziewanych rezultatów. Obchodzący ugrupowanie obronne od północy 3 Korpus Kawalerii Gaja wymuszał dalszy odwrót wojsk polskich. Tempo natarcia wojsk sowieckich, jak na owe czasy, wydawało się oszałamiające i wynosiło ok. 20–30 km na dobę.
Wojsko Polskie traciło kolejno „linię dawnych okopów niemieckich”, linię Niemna i Szczary, czy wreszcie linię Bugu. Wojska polskie cofały się nadal, a kolejną naturalną przeszkodą terenową dogodną do powstrzymania sowieckiej ofensywy była Wisła. W godzinach wieczornych 6 sierpnia Naczelne Dowództwo Wojska Polskiego wydało rozkaz do przegrupowania i reorganizacji wojsk.
Planując stoczenie generalnej bitwy z sowieckimi wojskami Frontu Zachodniego nad Wisłą, Józef Piłsudski nakazał utworzenie 5 Armii z zadaniem osłony północnego skrzydła frontu polskiego między granicą pruską a Bugiem. Energicznie prowadzone przez nieprzyjaciela natarcie, zmusiło gen. Władysława Sikorskiego do oparcia obrony na Wkrze – ostatniej większej przeszkodzie wodnej przed Wisłą. 14 sierpnia dowódca 5 Armii gen. Władysław Sikorski otrzymał od dowódcy Frontu Północnego gen. Józefa Hallera rozkaz uderzenia na 15 Armię Augusta Korka.
Dwa dni później ruszyła kontrofensywa znad Wieprza. Zmieniło to radykalnie losy wojny. Od tego momentu Wojsko Polskie było w permanentnej ofensywie.

## Walki pod Mławą

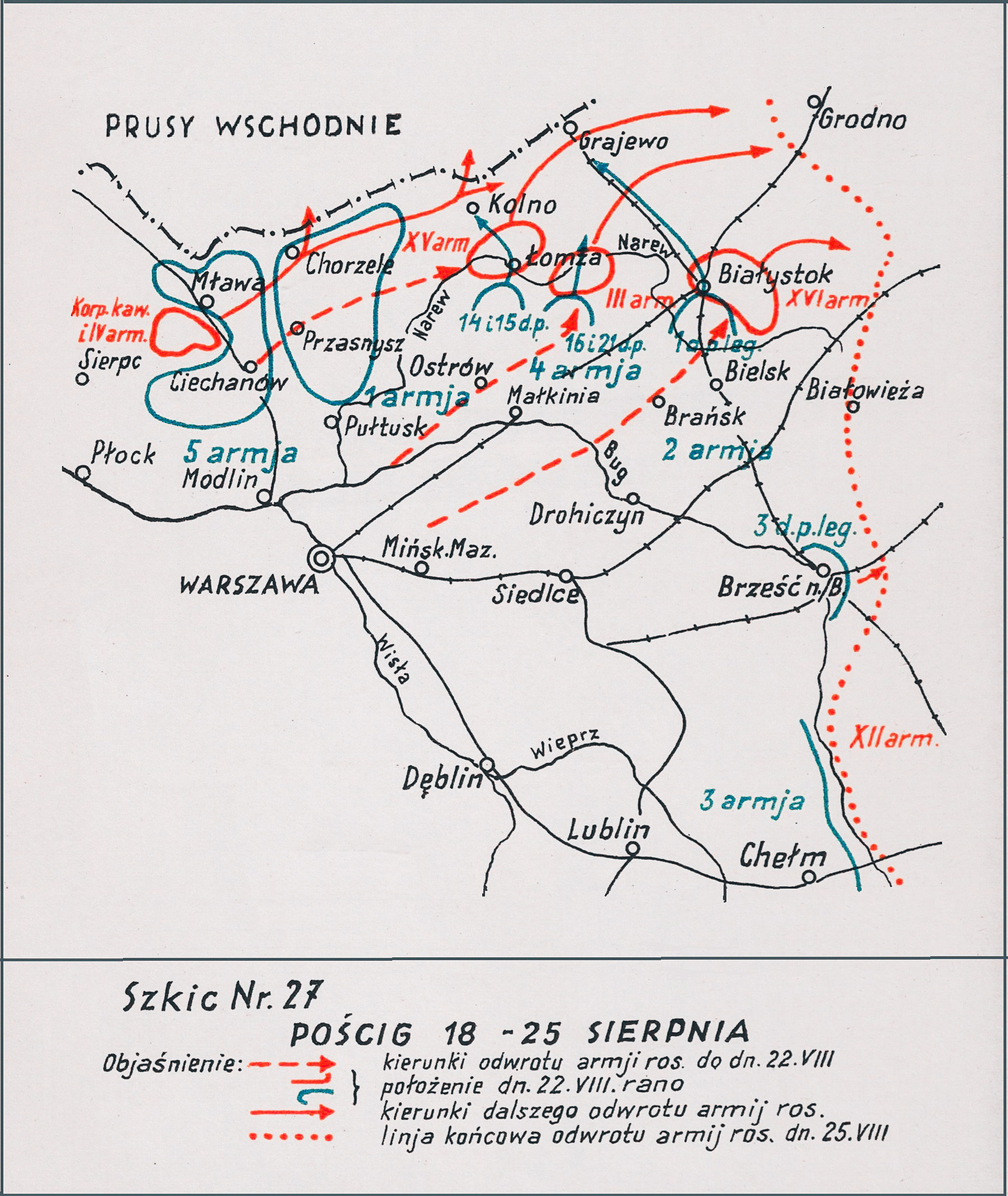
Adam Przybylski, Wojna Polska 1918–1921

Po opanowaniu Ciechanowa 18 Dywizja Piechoty od 20 sierpnia prowadziła pościg za wojskami sowieckimi wycofującymi się w kierunku granicy pruskiej. Dowódcy 18 DP generałowi Franciszkowi Krajowskiemu podporządkowano też Dywizję Ochotniczą ppłk. Adama Koca i grupę pancerną mjr. Mieczysława Nowickiego. Zadaniem grupy gen. Krajowskiego było utworzenia w rejonie Mławy zapory, która odcięłaby odwrót na wschód cofającym się znad dolnej Wisły dywizjom 4 Armii Aleksandra Szuwajewa, w tym przede wszystkim kozakom 3 Korpusu Kawalerii Gaja.
Rozkaz dowódcy 5 Armii stanowił:

Nieprzyjaciel w rozsypce i odwrocie przed grupą gen. Krajewskiego na północ. Gros jego sił podąża w kierunku na Mławę. Nieprzyjacielski korpus kawaleryjski w większości swojej jeszcze w rejonie Sierpc; prawdopodobnie będzie usiłował przedostać się na Szreńsk – Mławę. Bolszewicy zapowiadają, że w razie odcięcia im linji odwrotu przejdą na teren niemiecki.

W południe 18 Dywizja Piechoty ruszyła w kierunku Mławy dwoma kolumnami. XXXV Brygada Piechoty w składzie 42 i 144 pułku piechoty maszerowała przez Pawłowo – Stupsk, wzdłuż toru kolejowego z Ciechanowa do Mławy. Torem tym jechały pociągi grupy pancernej mjr. Nowickiego. XXXVI Brygada Piechoty w składzie 49 i 145 pułku piechoty maszerowała przez Grudusk. Podczas marszu XXXV BP stoczyła pod Pawłowem zwycięską potyczkę i rozbiła jedną z kolumn sowieckiej 54 Dywizji Strzelców, a XXXVI Brygada Piechoty walczyła z powodzeniem pod Szulmierzem z oddziałami 33 Dywizji Strzelców.
Rano 21 sierpnia grupa pancerna zajęła stację Konopki, a po południu obie brygady 18 DP wkroczyły do miasta i zorganizowały obronę. 144 pp rozwinął się w kierunku granicy pruskiej i nawiązał łączność z załogą polską w Działdowie, a na południe na odcinku Stupsk – Stara Otocznia, zajął stanowiska obronne 49 pułk piechoty wzmocniony dwoma bateriami 18 pułku artylerii polowej. 49 pułk ugrupował się następująco: na lewym skrzydle w Stupsku i Woli Szydłowieckiej stanął III batalion pułku z 2/18 pap, a II batalion z 8/18 pap bronił się w rejonie Starej Otoczni. Odwodowy I batalion zgrupował się Szydłowie.
Na zachód od Mławy zajęły stanowiska 42 i 145 pułk piechoty.
W tym czasie Dywizja Ochotnicza zajęła jednym pułkiem Grabowo, celem obserwowania drogi Mława – Grabowo – Chorzele, a trzy pułki skoncentrował w Grudusku.
Nocą z 21 na 22 sierpnia 3 Korpus Kawalerii Gaja wzmocniony 53 Dywizja Strzelców ześrodkował się w Wyszynach ubezpieczając się ariergardami w rejonie Żurominka.
O świcie kolumny 53 Dywizji Strzelców uderzyły w rejon obrony 49 pułku piechoty. Natarcie sowieckiej piechoty zostało zatrzymane, ale do walki weszła 3 Brygada 15 Dywizji Kawalerii, przerwała polską obronę i otoczyła w Woli Szydłowieckiej dwie kompanię III/49 pp. Większość żołnierzy poległa. Zginął między innymi dowódca batalionu kpt. Józef Rumszewicz i dwaj dowódcy kompanii. Nie pomógł wyprowadzony z Szydłowa kontratak siłami 1 i 2 kompanii I/49 pp. One także poniosły duże straty, a wielu polskich żołnierzy dostało się do niewoli.
3/49 pp osłaniała skutecznie odwrót baterii 18 pap i pułkowych taborów. Została jednak przy tym doszczętnie rozbita.
Po przełamaniu zapory zorganizowanej przez 49 pułk piechoty, kawaleria Gaja skierowała się na Szumsk i Chorzele. Spóźniony oddział pościgowy 18 Dywizji Piechoty nie dogonił sowieckich kozaków. Przebili się oni jeszcze raz przez pozycje polskie, tym razem pod Grabowem częściowo rozbijając ochotniczy 202 pułk piechoty.

## Bilans walki
Działania w rejonie Mławy zakończyły się porażką grupy generała Krajowskiego. Na skutek słabego rozpoznania, błędnie określono kierunek odwrotu nieprzyjaciela i nie zdołano otoczyć 3 Korpusu Kawalerii Gaja. 49 pułk piechoty i 202 pułk ochotniczy straciły ponad 500 poległych, rannych i wziętych do niewoli.
I i III batalion 49 pp przestały na chwilę istnieć. Odcinek pułku obsadził II batalion, a pozostali żołnierze I i III batalionu zbierali się w Zabrodowie. Wszyscy szeregowi z porucznikiem Wadlewskim zbiegli z niewoli i wrócili do pułku.